# Mochnička
Mochnička (Waldsteinia) je rod rostlin z čeledi růžovitých.

## Popis
Mochničky jsou jednoleté až vytrvalé byliny dorůstající výšky až 25 centimetrů. Rostou na severní polokouli v mírném klimatickém pásmu. Květy jsou žluté, plod nažka.

## Využití
Používají se jako okrasné rostliny v zahradních výsadbách.

## Zástupci
- mochnička kuklíkovitá (Waldsteinia geoides)
- mochnička trojčetná (Waldsteinia ternata)